# Scheefbloemwitje
Het scheefbloemwitje (Pieris mannii) is een dagvlinder uit de familie Pieridae (witjes). 
Hij lijkt sterk op het klein koolwitje en andere Pieris-soorten. Het onderscheid met het klein koolwitje zit vooral in de zwarte vlek aan de vleugelpunt, die bij het scheefbloemwitje verder naar beneden doorloopt dan bij het klein koolwitje.
De waardplanten komen uit de kruisbloemenfamilie, met name uit het geslacht Iberis, maar ook Sinapis en Alyssoides utriculatum.
De vliegtijd is van maart tot in oktober. De overwintering gebeurt als pop

## Voorkomen
De soort komt voor in Centraal- en Zuid-Europa, Klein-Azië, Syrië en Marokko. De voorvleugellengte bedraagt 20 tot 23 millimeter. Hij vliegt op een hoogte van 0 tot 2000 meter. De habitat bestaat uit grazige vegetaties, open bos en struweel.
Sinds 2005 wordt de soort steeds noordelijker waargenomen. In 2015 werd de vlinder voor het eerst in Nederland waargenomen, bij Maastricht. In 2016 werd de soort ook in België meermaals aangetroffen.
In 2016, 2017 en 2018 heeft de vlinder nagenoeg heel Zuid-Limburg in Nederland gekoloniseerd. Het betreft de ondersoort Pieris mannii alpigena. De vlinder heeft zich met een snelheid van 25 km per generatie van Zuid-Frankrijk naar het noorden uitgebreid. Te verwachten is dat het scheefbloemwitje in de lage landen vier generaties per jaar kan hebben. De cyclus verloopt snel. Na drie dagen is uit het eitje een rupsje. Een volwassen rups leverde na verpopping al na een week een vlinder. De habitat in Nederland is (rots)tuinen met scheefbloem, lavendel is een goede nectarplant. 